# جوزيف هاريس (مجدف)
جوزيف هاريس هو مجدف كندي، ولد في 2 أكتوبر 1912 في هاميلتون في كندا، وتوفي في 1974.

## وصلات خارجية
- جوزيف هاريس على موقع الاتحاد الدولي للتجديف (الإنجليزية)
- جوزيف هاريس على موقع اللجنة الأولمبية الدولية (الإنجليزية)
- جوزيف هاريس على موقع أوليمبيديا (الإنجليزية)